# 라비 쿠마르 다히야
라비 쿠마르 다히야(힌디어: रवि कुमार दहिया, 1997년 12월 12일~)는 인도의 레슬링 선수이다. 자유형 밴텀급 선수로 2020년 하계 올림픽 남자 자유형 밴텀급 종목에서 은메달을 획득했다. 또한 2017년 세계 선수권 대회에서 동메달을 획득했고 아시아 선수권 대회에서 3회 우승했다.

## 수상
- 라지브 간디 켈 라트나(2022년)